# DIN 186
DIN 186 er en DIN-standard for en hammer-skrue.
| Gevind         | M6  | M8 | M10 | M12 | M16  | M20 | M24 |
| -------------- | --- | -- | --- | --- | ---- | --- | --- |
| Hovedbredde m: | 16  | 18 | 21  | 26  | 30   | 36  | 43  |
| Hovedbredde n: | 6   | 8  | 10  | 12  | 16   | 20  | 24  |
| Hovedhøjde k:  | 4,5 | 55 | 7   | 8   | 10,5 | 13  | 15  |
| Længde l:      | 10  | 13 | 16  | 19  | 25   | 31  | 37  |